# Sant'Alessio con Vialone
Sant'Alessio con Vialone là một đô thị ở tỉnh Pavia trong vùng Lombardia của Ý, có cự ly khoảng 30 km về phía nam của Milan và khoảng 9 km về phía đông bắc của Pavia. Tại thời điểm ngày 31 tháng 12 năm 2004, đô thị này có dân số 521 người và diện tích là 6,6 km².
Sant'Alessio con Vialone giáp các đô thị sau: Bornasco, Cura Carpignano, Lardirago, Pavia, Roncaro, San Genesio ed Uniti.